# Masayuki Minami
Masayuki Minami (em japonês:  南 将之; Fukuoka, 8 de julho de 1941 — 7 de abril de 2000) foi um jogador de voleibol do Japão. Ele foi membro da seleção japonesa nos anos 1960 e no início da década de 1970. Ele ganhou um total de três medalhas olímpicas na carreira.